# Richard Pánik
Richard Pánik (ur. 7 lutego 1991 w Martinie) – słowacki hokeista, reprezentant Słowacji, olimpijczyk.

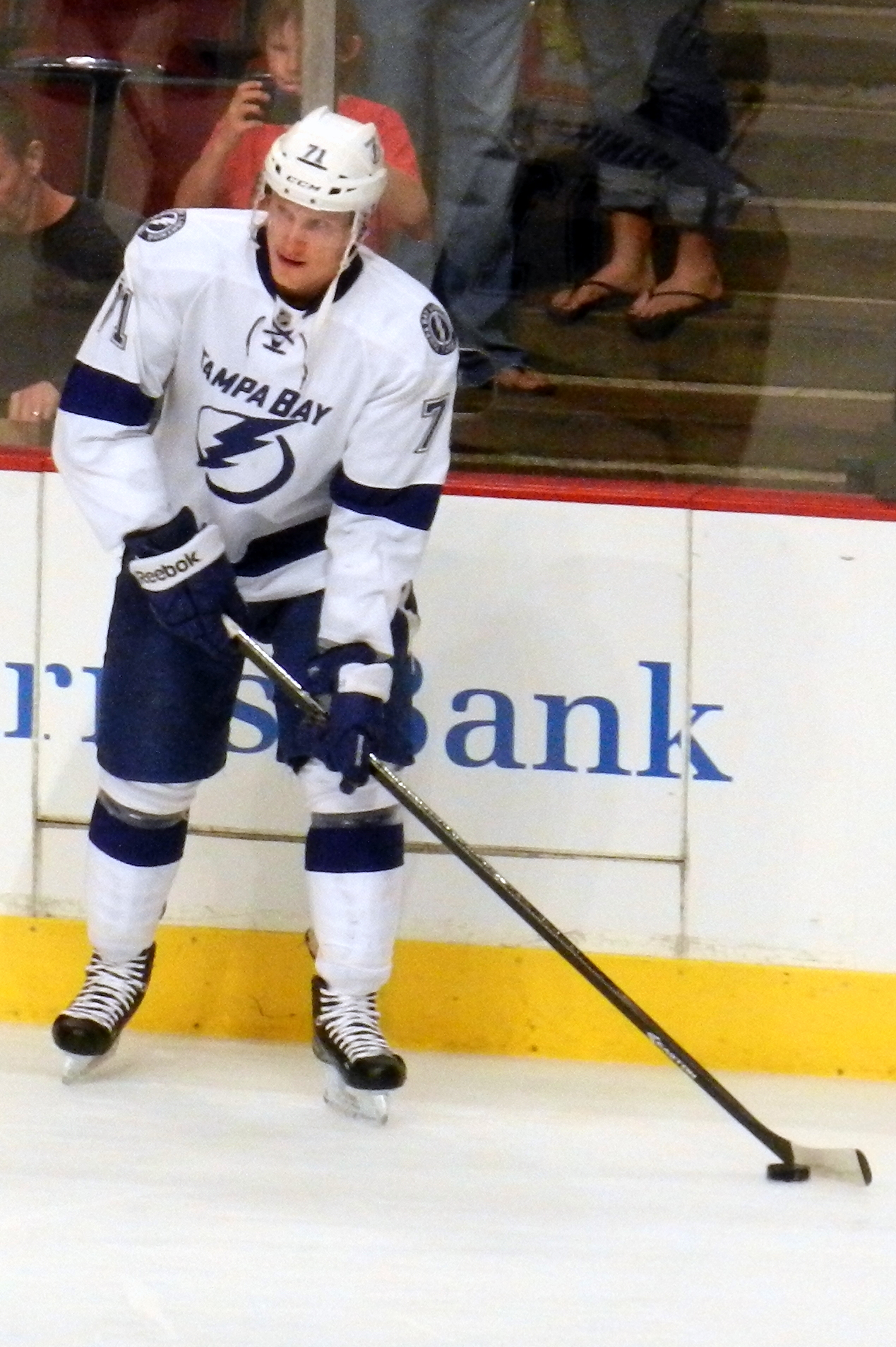
Richard Pánik w barwach Tampa Bay Lightning (2013)

## Kariera klubowa
- MHC Martin U18 (2004–2006)
- HC Oceláři Trzyniec U18 (2006)
- HC Oceláři Trzyniec U20 (2006–2008)
- HC Oceláři Trzyniec (2008–2009)
  -  HC Hawierzów (2009)
- Windsor Spitfires (2009–2010)
- Belleville Bulls (2010)
- Guelph Storm (2010–2011)
- Norfolk Admirals (2010, 2011–2012)
- Syracuse Crunch (2012–2013)
- Tampa Bay Lightning (2013-2014)
- Toronto Maple Leafs (2014-2016)
- Toronto Marlies (2015)
- Chicago Blackhawks (2016-2018)
- Arizona Coyotes (2018-2019)
- Washington Capitals (2019-)

Wychowanek MHC Martin. Grał w drużynach juniorskich klubu, po czym kontynuował karierę juniorską w Czechach, głównie w klubie HC Oceláři Trzyniec. Na początku czerwca 2009 w drafcie do ligi KHL z 2010 został wybrany przez Awtomobilist Jekaterynburg, pod koniec miesiąca w drafcie do ligi NHL z 2010 został wybrany przez amerykański klub Tampa Bay Lightning, a kilka dni później w drafcie do CHL wybrany przez klub Windsor Spitfires z numerem 10. Wówczas został zawodnikiem tego zespołu i od 2009 przez dwa sezony występował w jego barwach w kanadyjskiej lidze juniorskiej OHL w ramach CHL (łącznie w trzech zespołach ligi). Od 2011 grał w zespołach farmerskich Tampy, w lidze AHL. W maju 2011 podpisał trzyletni wstępny kontrakt z Tampa Bay Lightning, a od lutego 2013 gra w tym zespole w lidze NHL. Od października 2014 zawodnik Toronto Maple Leafs. Na sezon 2015/2016 został przekazany do zespołu farmerskiego Toronto Marlies w lidze AHL i występował w nim do końca roku kalendarzowego 2015. Od początku stycznia 2016 zawodnik Chicago Blackhawks. Od stycznia 2018 zawodnik Arizona Coyotes. Od lipca 2019 zawodnik Washington Capitals.

## Kariera reprezentacyjna
Występował w kadrach juniorskich kraju w turniejach mistrzostw świata do lat 18 edycji 2007, 2008, do lat 20 edycji 2009, 2010, 2011 (w 2011 jako kapitan).
W kadrze seniorskiej uczestniczył w turniejach zimowych igrzysk olimpijskich 2014, 2015 oraz mistrzostw świata edycji 2014, 2019.

## Sukcesy
Klubowe
- Mistrzostwo dywizji AHL: 2012 z Norfolk Admirals, 2013 z Syracuse Crunch
- Mistrzostwo konferencji AHL: 2012 z Norfolk Admirals
- Frank Mathers Trophy: 2012 z Norfolk Admirals, 2013 z Syracuse Crunch
- Puchar Caldera - mistrzostwo AHL: 2012 z Norfolk Admirals
- Złoty medal mistrzostw Rosji: 2025 z Łokomotiwem
- Puchar Gagarina: 2025 z Łokomotiwem

Indywidualne
- Mistrzostwa Czech do lat 20 w sezonie 2007/2008:
  - Pierwsze miejsce w klasyfikacji +/- w sezonie zasadniczym: +36
  - Pierwsze miejsce w klasyfikacji strzelców w fazie play-off: 8 goli
- Mistrzostwa świata do lat 18 w hokeju na lodzie mężczyzn 2008/Elita:
  - Trzecie miejsce w klasyfikacji kanadyjskiej turnieju: 10 punktów[8]
  - Piąte miejsce w klasyfikacji asystentów turnieju: 6 asyst[9]
  - Jeden z trzech najlepszych zawodników reprezentacji w turnieju[10]
- Mistrzostwa Świata Juniorów w Hokeju na Lodzie 2010/Elita:
  - Trzecie miejsce w klasyfikacji strzelców turnieju: 6 goli[11]
  - Jeden z trzech najlepszych zawodników reprezentacji w turnieju[12]
- Mistrzostwa Świata Juniorów w Hokeju na Lodzie 2011/Elita:
  - Drugie miejsce w klasyfikacji strzelców turnieju: 7 goli[13]
  - Piąte miejsce w klasyfikacji kanadyjskiej turnieju: 9 punktów[14]
  - Jeden z trzech najlepszych zawodników reprezentacji w turnieju[15]
- AHL (2012/2013):
  - Mecz Gwiazd AHL